# Henri, hertig av Orléans
Henri Philippe Marie, hertig av Orléans, född 16 oktober 1867, död 9 augusti 1901, var en fransk forskningsresande. Han var son till Robert, hertig av Chartres och sonsons son till Ludvig Filip I av Frankrike. 
Henri företog 1889-90 med Gabriel Bonvalot en expedition från Turkestan genom Tibet till Indokina, reste 1892 från Annam över Lunga-Prabang till Siam och 1894 tvärs över Madagaskar. Under en expedition 1895 från Tongking genom södra Kina och Burma till Bengaliska viken upptäcktes Irawadis källor. 1897-98 reste han i Abessinien. Under en expedition för att utforska området innanför Laos dog Henrik 1901 i Saigon.